# A Salgótarjáni utcai zsidó temető bejárati épülete
A Salgótarjáni utcai zsidó temető bejárati épülete egy budapesti temetkezési épület.

## Története
Lajta Béla, a 20. század elejének építésze számos középületet tervezett a fővárosban, terveinek egy része meg is valósult. Azonban kapcsolatban állott a zsidó temetkezési intézményekkel is, és 1903-tól ő volt a Chevra Kadisa, azaz a zsidó szentegylet műszaki tanácsosa. Feladata volt a pesti zsidó temetők építészeti ügyeinek felügyelete. Emellett több síremlék (legalább 30) tervezését is vállalta.
Funerális építészeti munkásságának talán legjelentősebbjét képezte a Salgótarjáni utcai zsidó temető bejárati épületére kiírt terv kivitele (1908). Lajta munkásságára hatott a magyar népművészet, bár a bejárati épülete inkább várszerűre sikerült. A burkolás során terméskövet és téglát is felhasznált. Talán a magyar népies stílusú épületekhez lehetne sorolni, akárcsak Lajta több más művét (Zsidó Vakok Intézete, Chevra Kadisa gyógyíthatatlan betegek otthona).
„A négyszögletes alaprajzú kétszintes, várkapura emlékeztető tömb északkeleti sarkához hengeres torony csatlakozik. Utóbbit pártázatos tető, előbbit sátortető fedi. A kváderkő burkolatból, a szertartási épülethez hasonlóan egy-egy kő előreugrik, az összhatás monumentalitását fokozandó. A kapunyílásban függőleges elemekből áll a vaskapu – Lajtára jellemzően – népies, geometrikus mintákkal díszített. A toronyhoz a keleti oldalon kőlábazatú kerítés csatlakozik, rajta a madarakkal díszített fémelemek a bejáratihoz hasonlóak.”
Az épület jelenleg is használatban van. Az épületről több régi fényképet lehet találni a Lajta Béla Vizuális Archívum honlapján Archiválva 2021. szeptember 14-i dátummal a Wayback Machine-ben.
Lajta tervezte egyébként a temető ravatalozóját is.

## Képtár

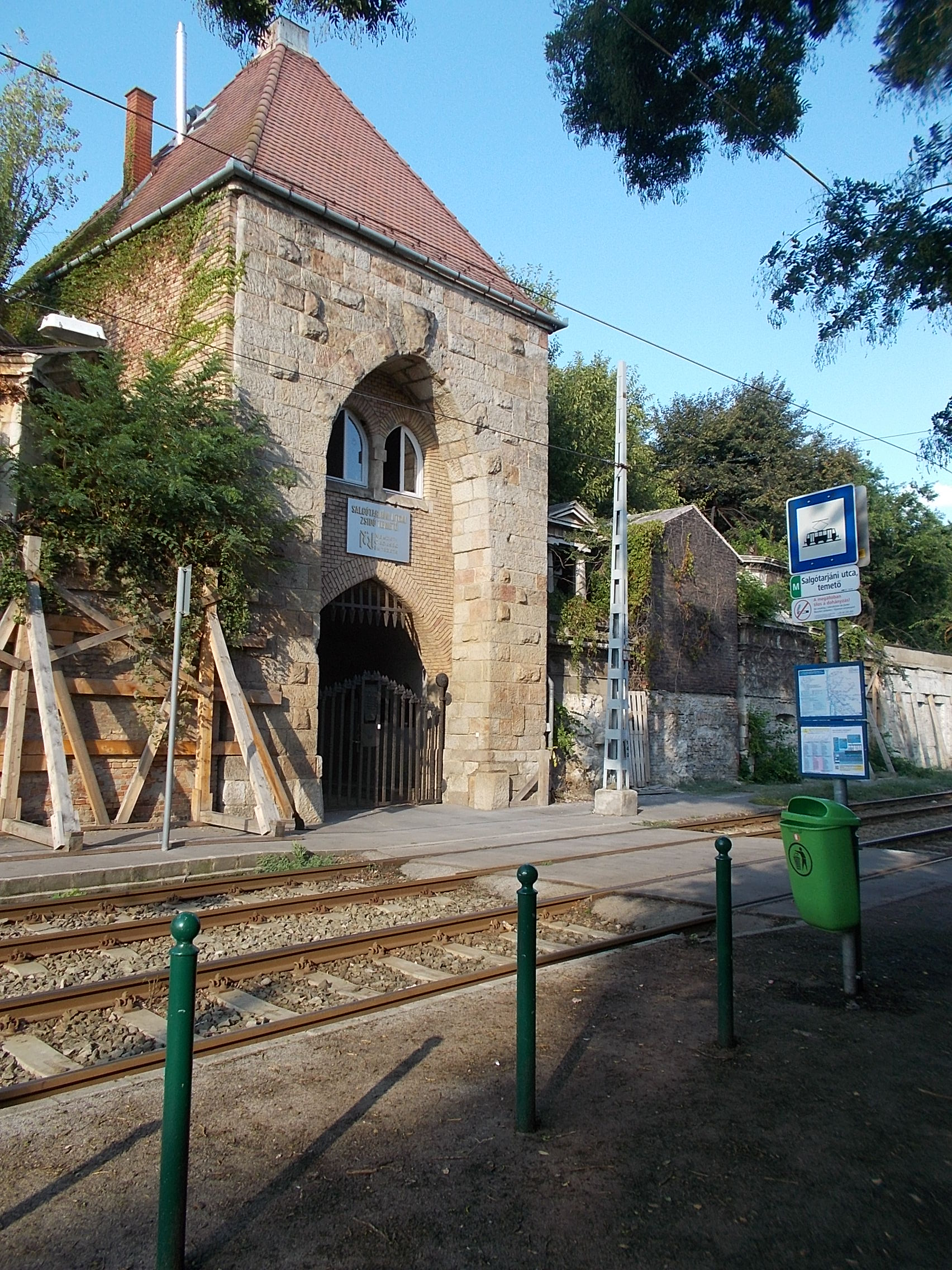
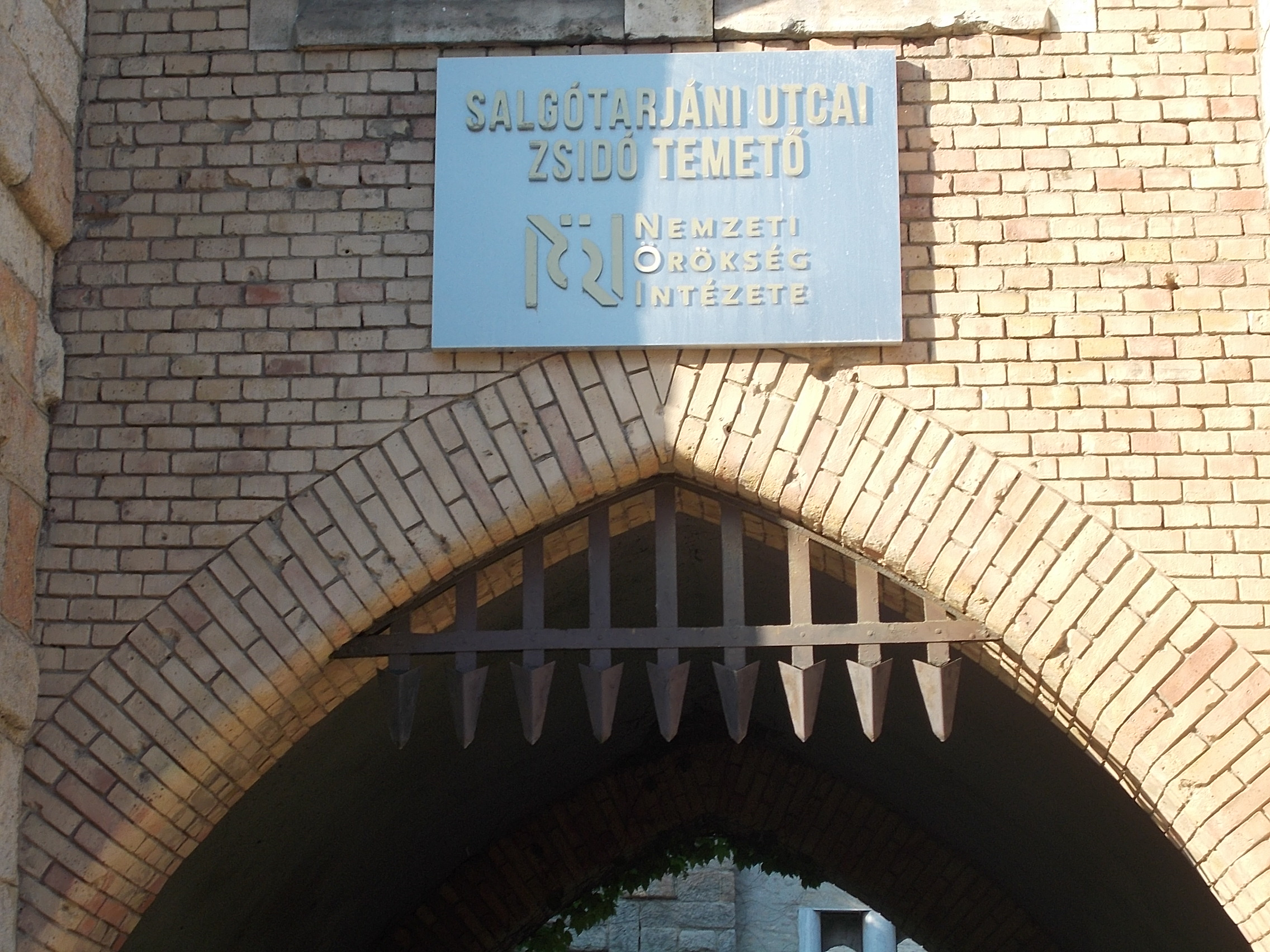
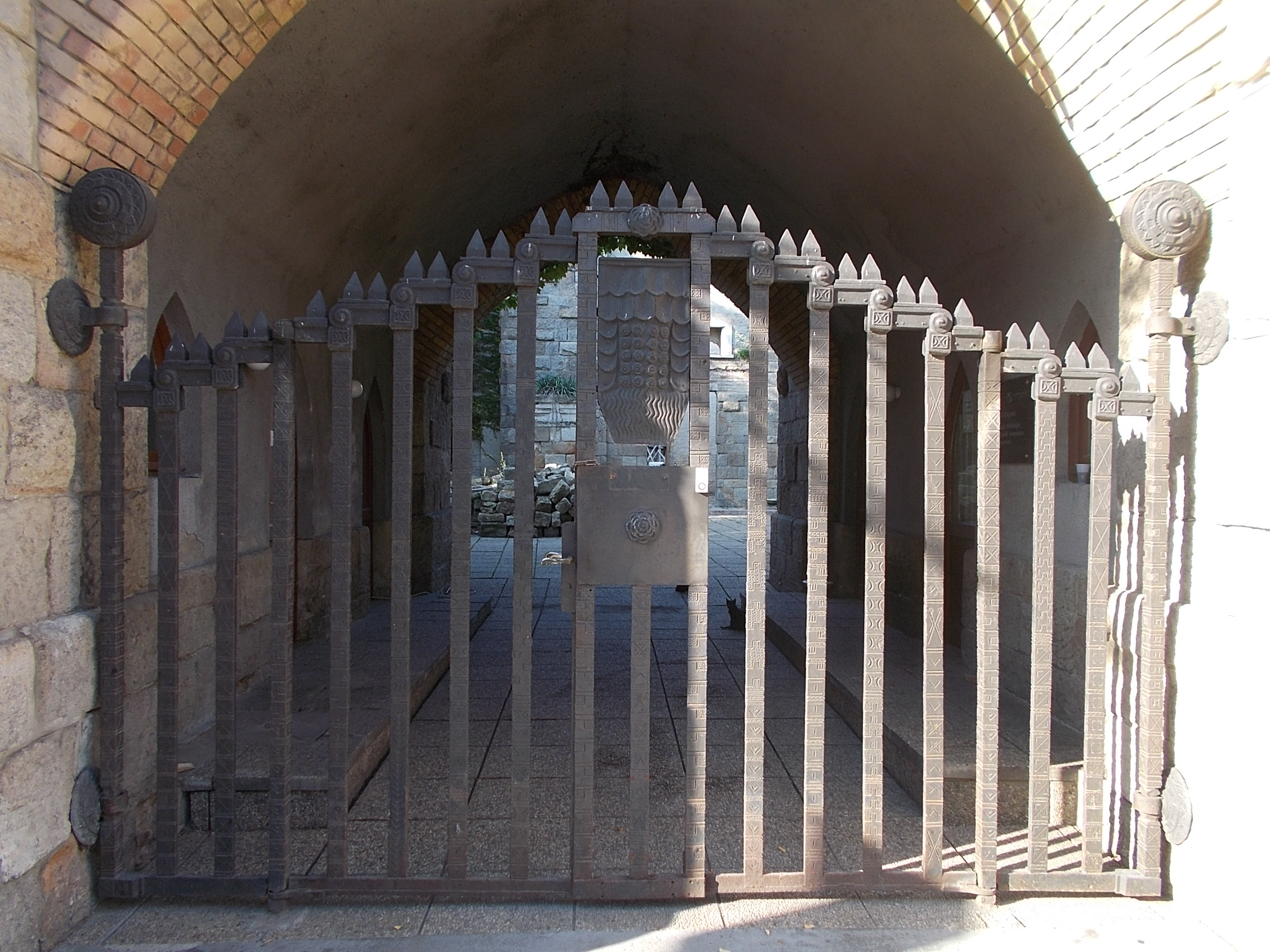